# Stelis pachystachya
Stelis pachystachya är en orkidéart som beskrevs av John Lindley. Stelis pachystachya ingår i släktet Stelis och familjen orkidéer. Inga underarter finns listade i Catalogue of Life.